# Bela Peč
Bela Peč je naselje v Občini Kamnik.

## Izvor krajevnega imena
Za Belo peč pod Tomanovo planino je bilo prvotno krajevno ime Weissenstain (Beisenstayn) v današnjem pomenu Bela peč. V arhivskih zapisih se kraj omenja v urbarju iz leta 1477, kjer se navaja kmet Miklav pod Beisenstaynom.